# Kraemeriidae
Famille
Les Kraemeriidae sont une famille de poissons de l'ordre des Perciformes.

## Liste des genres
- Gobitrichinotus
- Kraemeria